# Cleradius van Genève Lullin
Cleradius van Genève Lullin (?, 1580 - ?, 1636) was een markies, de zoon van Gaspard van Genève Lullin en markies van Lullin en Pancalieri. Ook was hij heer van Heeze.
Hij trouwde in 1600 met Sabine van Horne. Hun kind was: Albert Eugène Martin van Genève Lullin.
Ter gelegenheid van het huwelijk kreeg het echtpaar de heerlijkheid Heeze ten geschenke van Maria van Horne.
De heerlijkheid Heeze werd echter in 1615 verkocht aan René van Renesse van Elderen.